# Going Backwards
«Going Backwards» (с англ. — «Возвращение назад») — песня британской электронной группы Depeche Mode, открывающий трек их четырнадцатого студийного альбома Spirit; второй сингл с вышеназванной пластинки и 54-й в общей дискографии группы, вышедший 23 июня 2017 года. Обложка была разработана Антоном Корбейном.

## Список композиций
| №  | Название                                      | Длительность |
| -- | --------------------------------------------- | ------------ |
| 1. | «Going Backwards» (альбомная версия)          | 5:43         |
| 2. | «Going Backwards» (Highline Sessions Version) | 5:27         |

## Участники записи

### Depeche Mode
- Дэйв Гаан — ведущий вокал
- Мартин Гор — гитары, клавишные, синтезаторы, бэк-вокал
- Энди Флетчер — клавишные, синтезаторы, бэк-вокал

### Дополнительные музыканты
- Джеймс Форд[англ.] — продюсирование и сведе́ние, ударные